# 國立政治大學企業管理研究所
國立政治大學企業管理研究所，簡稱政大企管所或政大企研所。為隸屬於國立政治大學商學院的研究所，由國立政治大學與美國密西根大學合作成立於1964年，是臺灣與兩岸三地第一間企業管理研究所。
2013年與商管專業學院碩士學位學程（AMBA）合併，所內設有企業管理碩士班、企業家經營管理研究班與全球科技事業經營管理研究班。

## 組織
企業管理研究所位於臺北市大安區金華街的公共行政及企業管理教育中心，為少數不位於木柵校本部教學的系所。
公企中心於2018年正式重建，2021年完工，2022年正式啟用。公企中心改建後建築分為A棟（教學會展棟）、B棟（產學住宿棟），內部空間包含行政辦公室、會議廳、研討教室、以及包含60餘間客房的住宿會館。由商學院校友信義房屋創辦人周俊吉承諾捐贈新台幣六億元改建經費。新建築的教學會展棟七、八樓500坪空間留供商學院教學研究使用，並命名為信義學園。其中MBA學程使用區命名為信義書院。

### 碩士班
為台灣歷史最悠久之企管研究所，著重企管理論與實務的結合。有行之有年的日本企業參訪行程、碩士班與企業家班合上部分必修課程設計，以及大陸實習計畫，參與企業有味全、信義房屋、百腦匯、上海怡東廣告等。知名校友有中華民國教育部長吳思華、前經濟部長尹啟銘、前高盛亞洲區副總裁宋學仁、台灣奧美廣告董事長白崇亮、台灣花旗環球董事長杜英宗、信義房屋董事長周俊吉、台大副校長兼國企系教授湯明哲、台大商研所教授洪明洲等。
企業管理研究所及AMBA學位學程2013年合併為商學院下直屬MBA學位學程，並擴大招收來自全球133位具潛力的年輕人才，並打造一個具國際商管水準的學習環境，成為一個國際化的MBA學位學程。企研所不僅強調國際化，同時也強調在地特點，藉由全院教師在過去五十年所累積的華人管理研究，發展出亞洲管理特色課程(Management in Asia)之專屬教材，並加強學生的領導能力與企業家精神(Leadership & Entrepreneur)養成，讓畢業生不僅可在國際企業工作，也提供全球台商用人所需。 整合後的企研所在更具前瞻性的教育理念下，重組課程內容，強調「管理道德」、「社會責任」及「永續經營」三大宗旨，以全人教育為基本核心概念。

### 企家班
1981年開辦，迄今已有41屆，目前計有869人順利結業。知名校友如美吾華集團董事長李成家先生、前友達光電董事長李焜耀先生、前台灣人壽董事長朱炳昱先生、宏碁公司董事長黃少華先生、信義房屋董事長周俊吉先生、前桂冠實業董事長王正一先生、精技電腦董事長葉國筌先生、前台北101董事長宋文琪女士、老爺酒店集團執行長沈方正先生、元大金控集團總裁馬志玲先生、數字王國董事長周永明先生、可樂旅遊副董事長吳守謙先生、鬍鬚張公司總經理張世杰先生、前台灣大車隊總經理李瓊淑女士、海霆國際物流董事長戴治中先生等。

### 科技班
1985年開辦，為科技產業暨相關領域所設立之班級。

## 社會評價
- 依據《亞洲華爾街日報》一項針對各國大學MBA的調查中，是台灣少數能與澳洲雪梨大學、香港中文大學同獲企業家和人力資源經理人票選為該地區最具能力培育優秀與有潛力MBA的學校。
- 依據《遠見雜誌》「2009年碩士生評價與需求」為商管研究所第二名。
- 依據《遠見雜誌》「2010年碩士生評價與需求」為商管研究所第二名。[5]
- 依據《天下雜誌》「2010年最佳企業管理所」為綜合評價第二名，企業界排名第一名。[6]
- 依據《Cheers雜誌》「2009最佳企業管理研究所調查」為綜合評價第二名，企業評比第一名。[7]